# Židé v Portugalsku
Židé v Portugalsku náleží k sefardské židovské větvi.

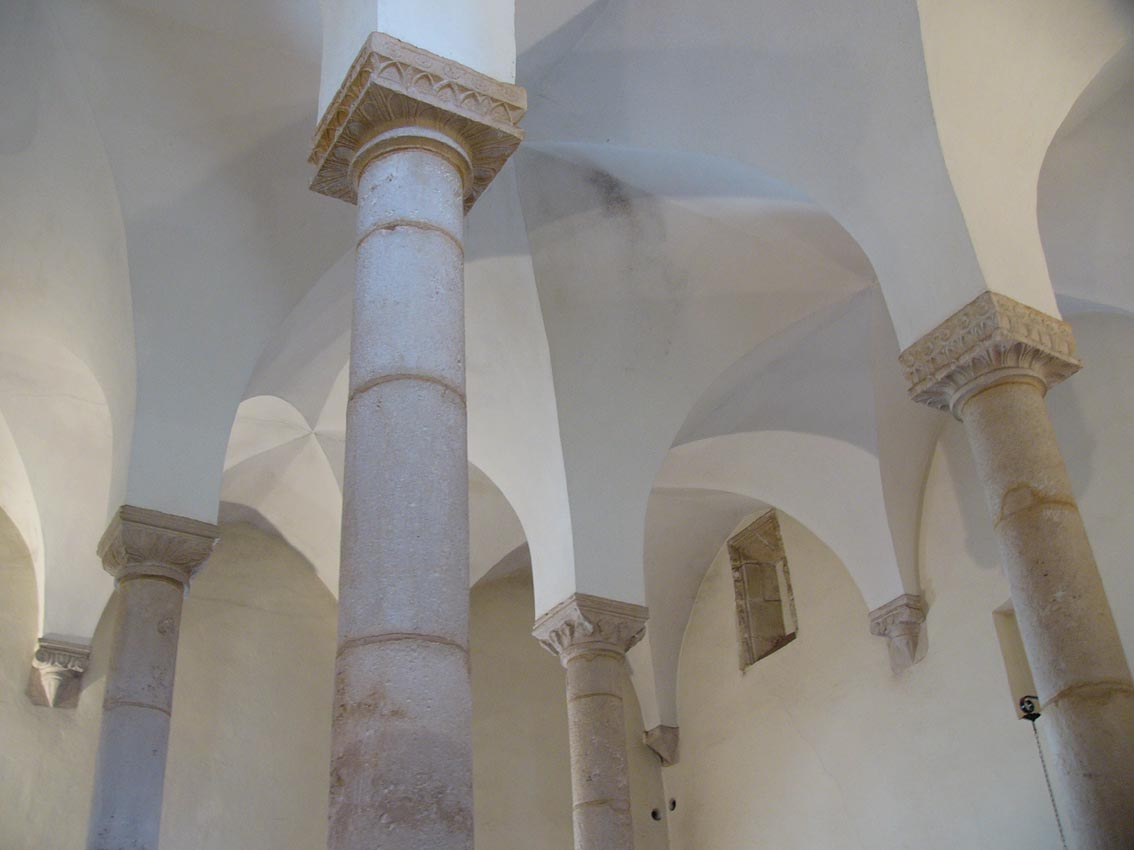
Interiér nejlépe dochované středověké synagogy v Portugalsku je v Tomaru

V době maurské nadvlády tvořili Židé asi 10 % portugalského obyvatelstva. I v období reconquisty byli důležitou složkou královského dvora, a to až do 15. století, kdy na Pyrenejském poloostrově začala fungovat všemocná inkvizice. Stovky utečenců se tehdy z celého Španělska a Portugalska uchýlily na severovýchod země, kam inkvizice ještě nedosáhla. Po příchodu inkvizitorů byli nuceni i zde přestoupit na křesťanskou víru, volit odchod ze země či smrt.
V Portugalsku byla Židům přiznána svoboda vyznání až po pádu monarchie roku 1910, avšak komunita zde zůstala malá. V současnosti čítá přibližně 600 osob židovského vyznání..
V roce 1917 byla v Belmonte objevena židovská komunita, která tajně praktikovala židovské rituály již od dob inkvizice. Přežila díky tomu, že nesmlouvavě udržovala tradici uzavírání manželství pouze mezi svými a tradice předávala z matky na dceru, a ne po otci, jak bývalo zvykem.
V zemi se nachází několik synagog – synagoga v Lisabonu, synagoga v Portu, synagoga v Belmonte a několik soukromých modliteben. Produkuje se zde košer víno.